# Billy Twomey

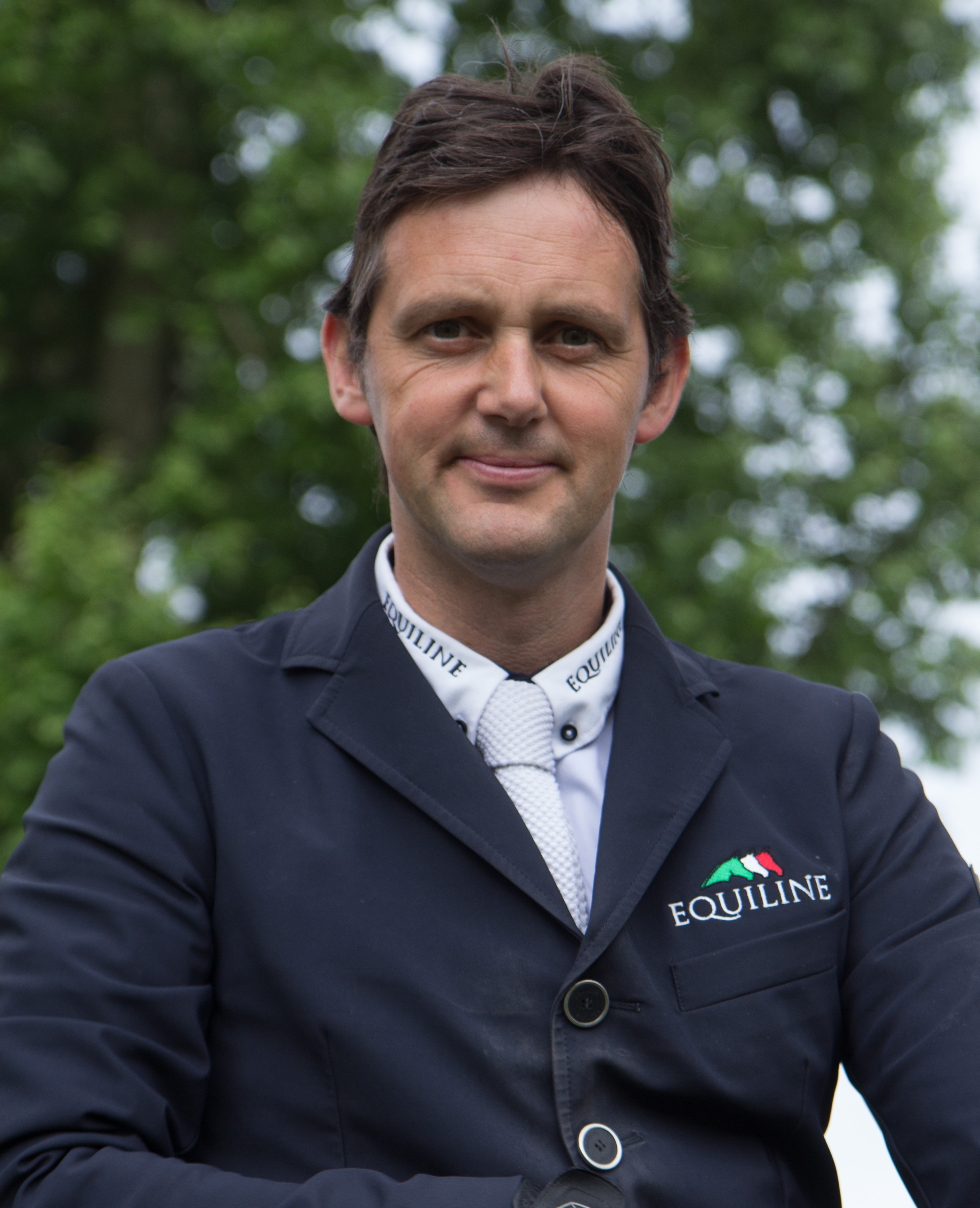
Billy Twomey, 2018

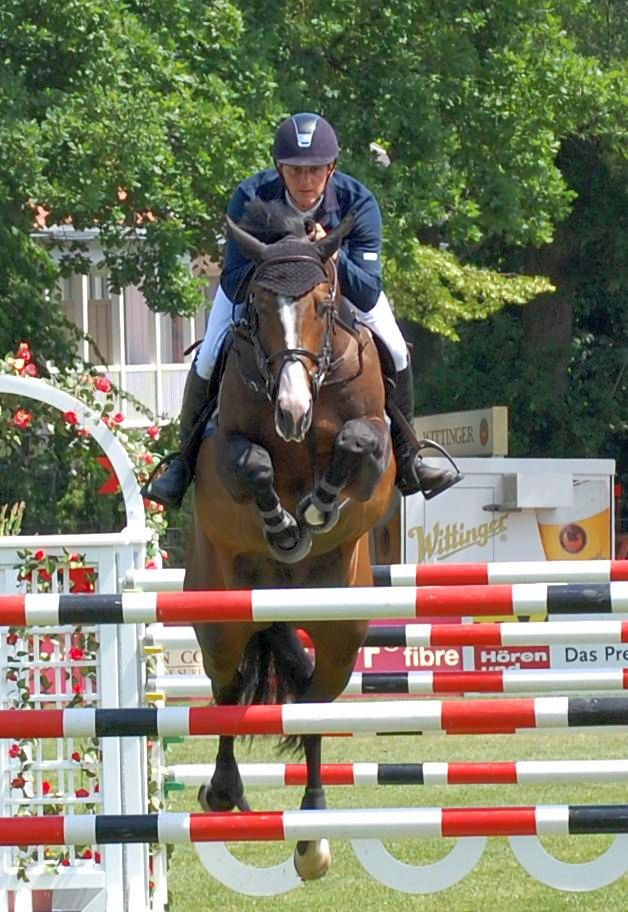
Billy Twomey mit Je t'Aime Flamenco, CSI 5* Hamburg

Billy Twomey (* 14. April 1977 in Cork) ist ein irischer Springreiter.
Anfang des Jahres 2012 zählte er in Weltrangliste der FEI zu den 20 besten Springreiter der Welt und war damit der zweiterfolgreichste Springreiter Irlands.

## Werdegang
Billy Twomey wuchs in Cork im Süden Irlands auf und lernte in frühester Jugend reiten. In Irland gewann er als Jugendlicher mehrere Titel im Springreiten. Später zog er in die Niederlande, wo er von Albert Voorn trainiert wurde. In Folge zog er nach Großbritannien, wo er von Michael Whitaker trainiert wurde. Heute lebt er auf der Anlage seiner Sponsoren, Sue and Eddie Davies, in Pewit Hall, Nantwich, Cheshire.
Als Junger Reiter nahm er an den Europameisterschaften seiner Altersklasse der Jahre 1997 und 1998 teil. Seit Jahren ist Twomey Teil irischer Nationenpreismannschaften, im Jahr 2000 war er Teil der Shortlist für die Olympischen Sommerspiele. Im Jahr 2003 nahm er mit Luidam an den Europameisterschaften in Donaueschingen teil, 2006 folgte ebenfalls mit Luidam die Teilnahme an den Weltreiterspielen in Aachen.
Im April 2008 verlor er sein Pferd Pikap durch einen Sturz während eines Turniers in Grobbendonk. Der Hengst brach sich ein Bein und begrub seinen Reiter unter sich. Infolge des Unfalls musste der Schimmel eingeschläfert werden. Twomey, der nach dem Sturz fast eine Dreiviertelstunde bewusstlos war, wurde mit gebrochenem Bein, gebrochenen Rippen und Kopfverletzungen ins Krankenhaus eingewiesen und musste sechs Monate pausieren.
Im Jahr 2010 nahm er zum zweiten Mal an Weltreiterspielen teil und belegte in Lexington mit dem elften Platz seine beste Einzelplatzierung bei einem internationalen Championat. Mit Tinka´s Serenade nahm er an den Europameisterschaften 2011 in Madrid teil.
Zu seinen größten Einzelerfolgen zählt neben den Siegen in den CSI/CSIO 5*-Großen Preisen von St. Gallen (2009), Basel (2011) und Zürich (2011) der Sieg des World-Top-10-Finals des Jahres 2011.
In den Jahren 2011 und 2014 nahm Billy Twomey an den Weltcupfinals teil. Im Mai 2016 gewann er mit Diaghilev, als erster irischer Reiter seit 1981, das Deutsche Spring-Derby.

## Privates
Twomey ist verheiratet und hat drei Kinder.

## Pferde

### Aktuell
- Diaghilev (* 2003), brauner Britischer Sportpferde-Wallach, Vater: Vangelis S, Muttervater: Handstreich[9]

### Ehemalige Turnierpferde
- Luidam (* 1993), Fuchshengst, Vater: Guidam, Muttervater: Acteur, Besitzer: Billy Twomey und Sue Davies
- Tinka's Serenade (* 1997), Angloeuropäische Fuchsstute, Vater: Tinka's Boy, Muttervater: African Drum, Anfang 2016 aus dem Sport verabschiedet[10][11]
- Je t'Aime Flamenco (* 2000), brauner Belgischer Warmblut-Hengst, Vater: Flamenco de Semilly, Muttervater: Landetto, zuletzt im Mai 2013 im internationalen Sport eingesetzt, als Zuchthengst aktiv[12][13]
- Pikap (* 2000), Schimmel, Hengst, Vater: Kannan, Besitzer: Sue Davies, brach sich im April 2008 das Bein und musste eingeschläfert werden.[5]
- Blue Thunder (* 2001), brauner Belgischer Warmblut-Wallach, Vater: Thunder van de Zuuthoeve, Muttervater: Adieu Z, ab 2010 von Line Karlsen Raaholt geritten[14]

## Erfolge
- Europameisterschaften (Junge Reiter):
  - 1997, Moorsele: mit Silk III 8. Platz in der Mannschaftswertung und 37. Platz in der Einzelwertung
  - 1998, Lissabon: mit Hilton III 4. Platz in der Mannschaftswertung und 12. Platz in der Einzelwertung
- Europameisterschaften:
  - 2003, Donaueschingen: mit Luidam 5. Platz in der Mannschaftswertung und 32. Platz in der Einzelwertung
  - 2011, Madrid: mit Tinka´s Serenade 9. Platz in der Mannschaftswertung und 15. Platz in der Einzelwertung
- Weltreiterspiele:
  - 2006, Aachen: mit Luidam 6. Platz in der Mannschaftswertung und 49. Platz in der Einzelwertung
  - 2010, Lexington: mit Tinka´s Serenade 12. Platz in der Mannschaftswertung und 11. Platz in der Einzelwertung